# Каэлас, Александр Ананиевич
Алекса́ндр Ана́ниевич Каэлас (эст. Aleksander Kaelas; 21 октября 1880, Каркси, Полленхоф, Перновский уезд, Лифляндская губерния — 19 апреля 1920, Иркутск) — эстонский учёный, профессор психологии и философии Иркутского (1918—1919) и Тартусского университетов (1919—1920), статский советник (1915), переводчик на эстонский язык православных богослужебных книг.

## Биография
Родился 21 октября 1880 года в Каркси, в Полленхоф в Перновском уезде в крестьянской семье. Оставался холост.
В 1895 году по первому разряду окончил Рижское духовное училище в связи с чем был зачислен без экзаменов в Рижскую духовную семинарию, которую окончил в 1901 году.
В 1905 году окончил Московскую духовную академию со степенью кандидата богословия и магистранта с назначением на должность преподавателя логики, психологии, философии, дидактики и немецкого языка в Калужской духовной семинарии. В 1907 году был секретарём правления Общества во имя преподобного Тихона Калужского.
В связи с поступлением в Императорский Московский университет, в Москве, с 1908 года был участником Психологического семинария Г. И. Челпанова, председателем Эстского общества вспомоществования учащимся в высших учебных заведениях Москвы, преподавателем русского языка во 2-й московской гимназии. В 1910 году ему было присвоено звание коллежского советника. В 1911 году с дипломом первой степени окончил университет и был оставлен ассистентом на кафедре психологии. С 1914 года занял должность приват-доцента по кафедре философии историко-филологического факультета Московского университета, а с 1915 года также стал руководителем лаборатории при Московском педагогическом собрании и работ по теме «Волевое усилие и пульс».
В 1917—1918 годах член Поместного собора Православной российской церкви по избранию как мирянин от Рижской епархии, участвовал в 1-2-й сессиях, член II, XIII отделов.
С 1918 года приват-доцент, затем профессор психологии Иркутского университета, лидер делегации Временного правительства Эстонии на Государственном совещании в Уфе (член Комиссии по организации центральной власти).
21 марта 1919 года на Соборе Эстонской православной церкви в Таллине при единодушном одобрении клириков и мирян заочно был избран кандидатом на кафедру правящего архиерея, но отказался её занять, намереваясь преподавать в Тартуском университете, профессором философии которого был избран.
В 1920 году — поверенный в делах Эстонского консульства в Иркутске.
Скончался 19 апреля 1920 года в Иркутске от тифа.

## Сочинения
- Письмо в Синод // РГИА. Ф. 796. Оп. 204. Oтд. 1. Ст. 5. Д. 518. Л. 17.
- Письмо к протоиерею Д. В. Рождественскому // НИОР РГБ. Ф. 248. К. 2. Ед. хр. 23.
- Записки по логике. Курс логики как учения о познании. Калуга, 1907.
- Владимир Соловьёв как философ и моралист. Калуга, 1908.
- О природе воли и ее воспитании // Объединение. 1912. № 18.
- Eesti tutvustamise asjus // Postimees. 1915. 29 декабря. № 299. С. 3.
- К вопросу о генезисе эмоций // Георгию Ивановичу Челпанову от участников его семинаров в Киеве и Москве. М., 1916. С. 372—401.
- К вопросу о природе и выражении эмоций (Анализ трехмерной теории чувствования Вундта) // Психологическое обозрение. 1917. № 3/4.
- О воле и ее воспитании // Психология и дети. 1917. № 6/8.
- Дитя в его жизни и творчестве. Сб. М., 1918.